# PK Jug
PK Jug, plivački je klub iz Dubrovnika, utemljen 1923. godine kao sekcija dubrovačkog športskog kluba Jug.

## Povijest kluba
Dvadesetih godina 20. stoljeća, na dubrovačkim Dančama su organizirana prva natjecanja u plivanju i igranju loptom u Dubrovniku, no bez stručnog vodstva nije se moglo napredovati. Tu pionirsku ulogu na sebe je preuzeo Rudi Reš uz pomoć Pera Kolića i Tonća Nardellia.
Prvo natjecanje u propagandne svrhe održano je 10. kolovoza 1923. godine na plaži u Uvali Šuljić. Prvi natjecatelji su bili Rudi Reš, Špiro Bjeladinović, Ljubo Merlo, Marko Dabrović i Nikša Jazbec.
Dne 28. lipnja 1924. godine održano je prvo javno plivačko natjecanje. Na 50 metara u juniorskoj konkurenciji pobijedio je Poković, a drugoplasirani je bio Medini. Kod seniora je pobijedio Bogdanović ispred Bjeladinovića. Dugometražnu stazu od Porporele do Lokruma Rudi Reš je preplivao za 24 minute.
Prvi Jugaš koji je pobijedio na državnom prvenstvu je bio Marko Bibica 1931. godine.
Godine 1934. plivački klub Jug dobiva organizaciju prvog državnog prvenstva održanog u Dubrovniku.
Jedan od najvećih uspjeha plivača PK Jug prije izgradnje Gruškog olimpijskog bazena je bila brončana medalja višestruke državne prvakinje Eše Ligorio na europskom prvenstvu u Torinu 1954. godine.
Još jedna od uspješnih plivačica bila je Hilda Zeier, višestruka državna prvakinja i rekorderka, te osvajačica medalja s Univerzijada.
Godine 1959. plivači Juga s Danača sele na novoizgrađeni olimpijski bazen u Gružu, da bi 1961. godine na novom bazenu bilo organizirano seniorsko prvenstvo Hrvatske.
U novoj plivačkoj eri stasali su prvaci države Mirjana Šegrt i Ivo Mladošić.
U tom je razdoblju ženska štafeta u sastavu: Zeier, Nadramija, Dabelić i Šegrt postala prvakom države, uz državni rekord, u disciplini 4 x 100 slobodno.

## PK Jug danas
U plivačkom klubu Jug danas se radi sa svim uzrastima, od početnika, mlađih kadeta, kadeta, mlađih juniora, juniora i seniora. Glavni trener kluba je Frane Ćirak. Klub redovito sudjeluje na svim natjecanjima na razini države, te na domaćim i međunarodnim mitinzima postiže zapažene rezultate. Klub provodi i obuke neplivača.Treninzi i natjecanja se organiziraju na Gruškom bazenu.

## Poznati članovi kluba
- Sanja Jovanović, višestruka nositeljica odličja i svjetska rekorderka u disciplini 50 m leđno u malim bazenima
- Mihovil Španja, višestruki nositelj odličja u plivačkim natjecanjima osoba s invaliditetom.

## Vanjske poveznice
- Službene stranice PK JUG